# Salomé avec la tête de saint Jean-Baptiste (Luini)
Salomé avec la tête de saint Jean-Baptiste est une peinture à l'huile sur panneau de bois de 70 × 63 cm réalisée par le peintre italien Bernardino Luini, datable de 1527 environ et conservée au musée des Offices de Florence.

## Histoire
Cette œuvre est entrée à la collection des Offices grâce à un échange avec le Kunsthistorisches Museum de Vienne, en 1773 ; elle est d'abord attribuée à Léonard de Vinci. L'attribution à Luini remonte à Gouthiez, sur la base de l'inventaire de 1890 ; Beltrami l'a ensuite datée d'environ 1527-1530, donc de la phase tardive du peintre. 

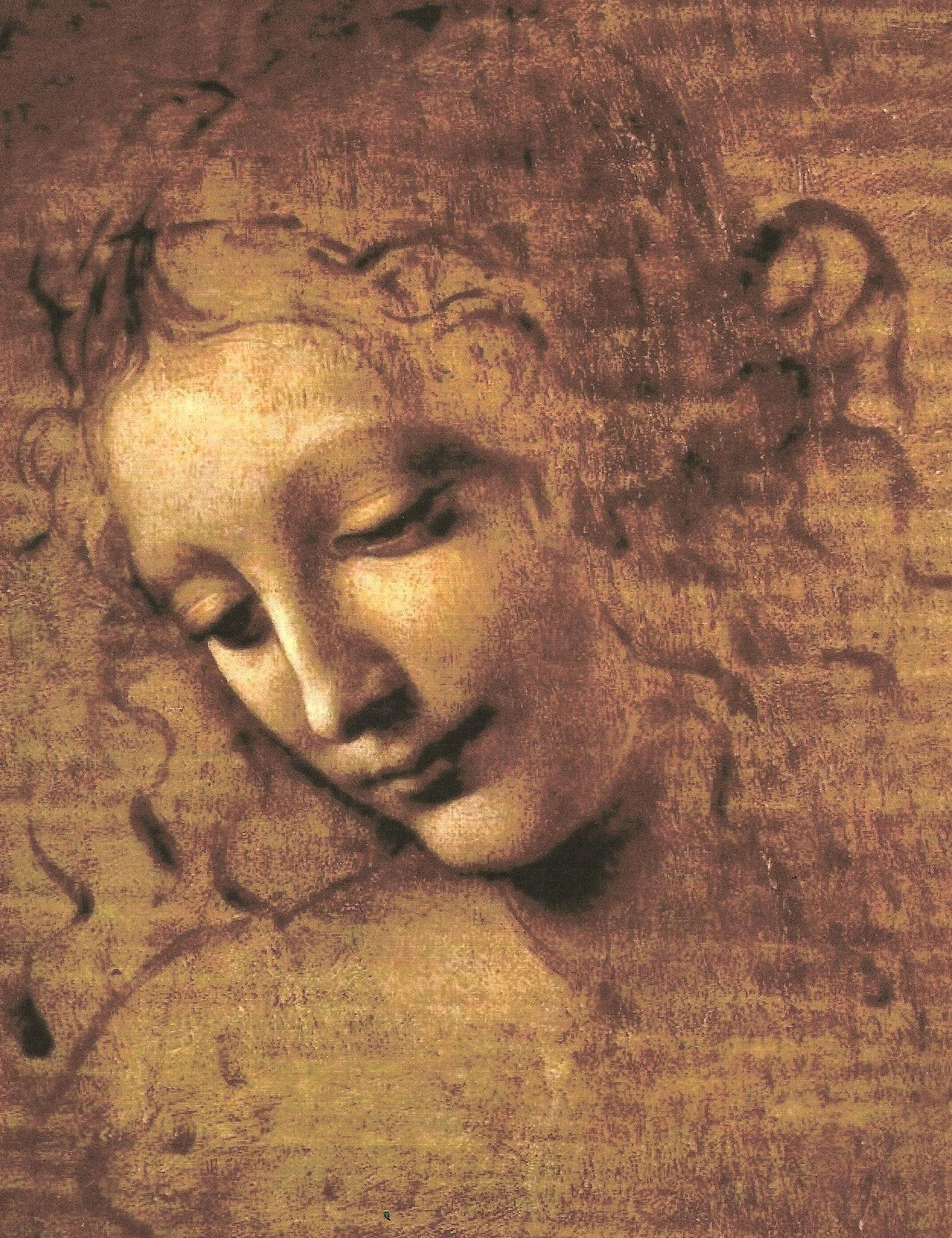
La Scapigliata de Léonard de Vinci, vers 1508.

Il existe au moins six variantes autographes de ce sujet, toutes caractérisées par des personnages à mi-corps, sur un fond sombre qui rehausse l'élégant sfumato léonardesque. Ils sont au Kunsthistorisches Museum, au Louvre, au Boston Museum of Fine Arts, dans la collection du prince Borromée à Isolabella et au Prado.

## Description
Le bourreau tient par les cheveux la tête coupée de saint Jean-Baptiste au-dessus d'une coupe à piédouche posée sur une table et tenue par Salomé. À gauche, une vieille femme à la tête voilée, probablement sa servante, assiste à la scène. Le visage du bourreau est décrit avec des traits presque caricaturaux, qui renforcent sa laideur et sa méchanceté, en contraste avec les traits délicats du visage sans vie du Baptiste.
Une attention particulière est portée à la somptueuse robe de Salomé, caractéristique de la mode du début du XVIe siècle, ainsi qu'à ses cheveux tressés, formant une coiffure élaborée. L'influence de Léonard de Vinci est particulièrement évidente sur le visage de la jeune fille, comparé par les critiques à celui de La Scapigliata de Parme.

### Source de la traduction
- (it) Cet article est partiellement ou en totalité issu de l’article de Wikipédia en italien intitulé « Salomè con la testa del Battista (Luini) » (voir la liste des auteurs).